# Ilúvatar
Ilúvatar eller Eru (den ende) är i J.R.R. Tolkiens sagovärld hela alltet och Ardas (jordens) skapare. Hans första barn var Ainur. Av de Ainur som gick in i Eä (universum) blev de femton främsta Valar och de övriga Maiar. Ilúvatar skapade också alverna, hans förstfödda, och senare människorna. Åt Valar och alverna gav han landet Aman, dit varken människor eller andra raser hade tillträde. Dit kunde alverna segla om de var trötta på Midgårds krig. I Aman råder evigt liv. Endast en människa fick tillträde till Aman, sjöfararen Eärendil. "Ilúvatar" är alviska och betyder "Alltets fader". Eru är egentligen ett mer ursprungligt namn, men redan i Ainulindalë används oftast Ilúvatar. 
Inom Ilúvatar finns den Hemliga Elden, vilket är den skaparkraft som möjliggör skapandet av självständigt liv, vilket innebär att Ilúvatar är det enda väsen som kan göra just det.